# Pluma mantélica

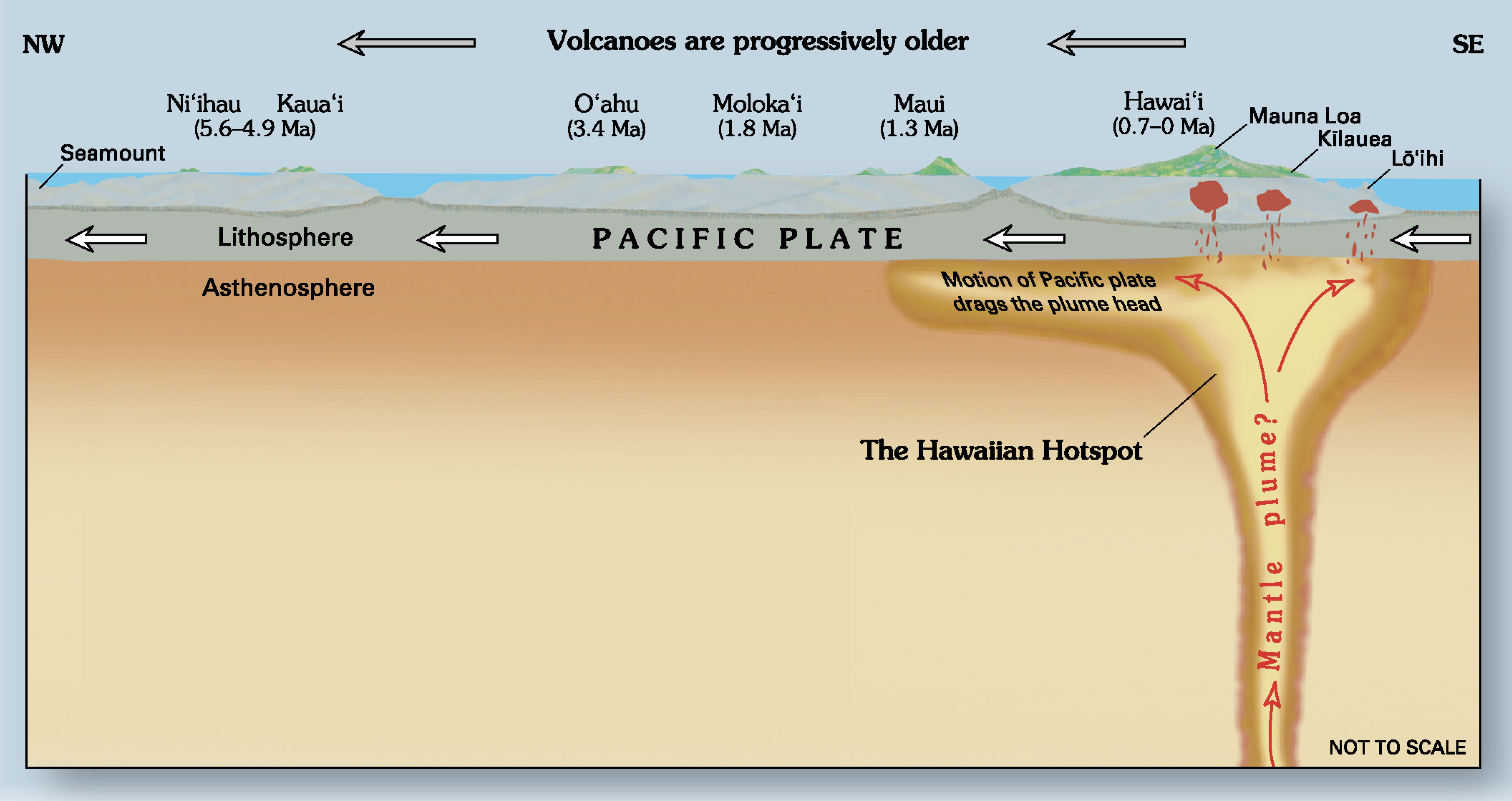
Diagrama de la pluma del manto de Hawái

Las plumas mantélicas, plumas del manto o penachos térmicos (del inglés mantle plumes) son columnas estrechas de material proveniente del manto que se supone que existen bajo la corteza terrestre, produciendo puntos calientes y lugares con vulcanismo anómalo. La existencia de plumas del manto fue propuesta en 1971 por el geofísico estadounidense William Jason Morgan para explicar la aparición de puntos calientes. Las plumas propuestas por Morgan se originan en el manto inferior, aunque desde entonces se ha propuesto también la existencia de plumas de origen menos profundo para satisfacer las características de ciertos puntos calientes. Las observaciones sismológicas para verificar la existencia de las plumas del manto han ofrecido resultados no concluyentes.